# Cneu Aufídio Orestes
Cneu Aufídio Orestes (em latim: Cneus Aufidius Orestes) foi um político da gente Aufídia da República Romana eleito cônsul em 71 a.C. com Públio Cornélio Lêntulo Sura. Nascido originalmente no ramo Orestes da gente plebeia dos Aurélios, Orestes foi adotado pelo já idoso Cneu Aufídio, um historiador romano. Foi o primeiro membro da gente Aufídia a chegar ao consulado.

## Carreira
Orestes foi candidato, sem sucesso, ao tribunato plebeu, mas foi eleito edil plebeu em algum momento antes 79 a.C..
Em 77 a.C., foi eleito pretor urbano e seu mandato foi conturbado por pelo menos um procedimento legal no qual, depois de ter decidido em favor de um sacerdote castrado de Magna Mater que havia sido nomeado herdeiro de um liberto já falecido, teve seu julgamento revertido pelo cônsul Mamerco Emílio Lépido Liviano em favor do antigo patrão do liberto. O Senado em seguida passou um senatus consultum que proibiu que eunucos pedissem ajuda a pretores no futuro. Embora limitado a este único caso, é possível que o cônsul tenha utilizado o seu imperium maius para supervisionar todos os demais casos legais de Orestes pelo resto de seu consulado.
Depois de servir por um ano, Orestes foi nomeado por sorteio a um governo propretorial, possivelmente na Gália Cisalpina ou a Gália Transalpina. Foi depois eleito cônsul juntamente com Públio Cornélio Lêntulo Sura em 71 a.C.. Segundo Cícero, as eleições de Orestes como pretor e cônsul se deram em parte por causa dos caros e extravagantes jogos que ele patrocinou como edil. Depois de seu mandato, Aufídio Orestes se recusou a aceitar um comando proconsular ou outra nomeação promagisterial.